# GraphicConverter
GraphicConverter est un utilitaire de retouche d'image, fonctionnant sur les systèmes d'exploitation édités par la firme Apple.
Créé en 1992 par Thorsten Lemke, il est maintenant édité par Lemke software, et traduit en de nombreuses langues (dont le français par Philippe Bonnaure).
Au départ simplement destiné à permettre au quidam de convertir une image d'un format propre à un logiciel vers un autre format (à l'époque reine de l'incompatibilité entre logiciels), il permit ensuite d'effectuer quelques modifications simples sur une image. Depuis, il s'est enrichi de nouvelles fonctions le rendant comparable à certains logiciels professionnels bien plus onéreux, et parfois plus complexes d'emploi, tel que Photoshop.
L'éditeur du logiciel a adopté une politique tarifaire originale : l'achat d'une licence permet d'utiliser toutes les mises à jour gratuitement (de la version 1 à la version 4.4.4) ; seule la réécriture pour Mac OS X de l'application a occasionné des frais de mise à jour pour les utilisateurs.